# Grand Prix automobile du Canada 2014
GP précédent GP suivant
Le Grand Prix automobile du Canada 2014 (Formula 1 Grand Prix du Canada 2014), disputé le 8 juin 2014 sur le circuit Gilles-Villeneuve, est la 904e épreuve du championnat du monde de Formule 1 courue depuis 1950. Il s'agit de la quarante-quatrième édition du Grand Prix du Canada comptant pour le championnat du monde de Formule 1, la trente-cinquième disputée sur le circuit temporaire de l'Île Notre-Dame de Montréal, et de la septième manche du championnat 2014.
Devancé par Lewis Hamilton dans chacune des séances d'essais de ce Grand Prix ainsi que dans les deux premières phases des qualifications, Nico Rosberg parvient à le battre lors de ses deux dernières tentatives de la session Q3,
réalisant ainsi la septième pole position de sa carrière et revenant à trois départs en tête à quatre face à son coéquipier en sept courses disputées cette saison. Derrière cette première ligne, à nouveau entièrement occupée par les Flèches d'Argent, Sebastien Vettel réalise, au volant de sa Red Bull RB10-Renault, sur un circuit semblant avantager les moteurs Mercedes, le troisième temps devant les deux Williams de Valtteri Bottas et Felipe Massa que Daniel Ricciardo accompagne sur la troisième ligne. Fernando Alonso et Jean-Éric Vergne, huitième, s'élancent de la quatrième ligne. Les sept premiers sur la grille se tiennent en moins d'une seconde.
Pour la première fois cette saison, Mercedes ne remporte pas l'épreuve : au terme des 70 tours de course, Daniel Ricciardo, au volant de sa Red Bull RB10-Renault obtient la première victoire de sa carrière après 57 départs en Formule 1. Les Flèches d'Argent semblent pourtant parties pour réaliser un nouveau doublé quand, après la mi-course, elles sont toutes deux victimes d'une panne de leur système de récupération de l'énergie au freinage (ERS-K) qui provoque une perte de puissance dans les longues lignes droites et une surchauffe des freins. Lewis Hamilton abandonne à cause d'une perte d'efficacité du système de freinage, après 47 tours, alors qu'il lutte en tête contre son coéquipier. En fin de course, Nico Rosberg ne peut plus résister aux attaques de Ricciardo, qui le dépasse à deux tours du but. Sebastian Vettel complète le podium. En lutte pour la quatrième place dans l'avant-dernier tour, Sergio Pérez se décale alors que Felipe Massa est en train de le doubler : l'accrochage est si violent que les débris laissés par les deux monoplaces détruites provoquent la sortie de la voiture de sécurité derrière laquelle la course s'achève. Jenson Button prend la quatrième place, suivi de près par Nico Hülkenberg et Fernando Alonso qui précèdent Valtteri Bottas, Jean-Éric Vergne, Kevin Magnussen et Kimi Räikkönen.
Au classement du championnat du monde des pilotes, Lewis Hamilton ayant abandonné, Nico Rosberg creuse son avance en tête du championnat du monde des pilotes (22 points d'écart) avec 140 points contre 118, alors que le vainqueur du jour, Daniel Ricciardo, prend la troisième place (79 points) et devance désormais Alonso (69 points). Sebastian Vettel accède à la cinquième place (60 points) tandis que Nico Hülkenberg est sixième avec 57 points. Mercedes conserve la première place du classement des constructeurs avec 258 points et devance Red Bull Racing (139 points). Ferrari (87 points) reste à la troisième place devant Force India (77 points). McLaren compte 66 points et Williams 58 ; suivent Toro Rosso (12 points), Lotus F1 Team (8 points) et Marussia F1 Team (2 points). Neuf des onze écuries engagées au championnat ont marqué des points, Sauber et Caterham n'en ayant pas encore inscrit.

## Essais libres

### Première séance, le vendredi de 10 h à 11 h 30
| Pos. | Pilote           | Voiture           | Chrono         | Écart     |
| ---- | ---------------- | ----------------- | -------------- | --------- |
| 1    | Fernando Alonso  | Ferrari           | 1 min 17 s 238 |           |
| 2    | Lewis Hamilton   | Mercedes          | 1 min 17 s 254 | + 0 s 016 |
| 3    | Nico Rosberg     | Mercedes          | 1 min 17 s 384 | + 0 s 146 |
| 4    | Sebastian Vettel | Red Bull-Renault  | 1 min 18 s 131 | + 0 s 893 |
| 5    | Valtteri Bottas  | Williams-Mercedes | 1 min 18 s 361 | + 1 s 123 |
| 6    | Daniel Ricciardo | Red Bull-Renault  | 1 min 18 s 435 | + 1 s 197 |

Il fait beau et chaud au départ de la première séance de la septième manche du championnat du monde bien que quelques nuages menacent. Pirelli propose le même choix de pneumatiques qu'à Monaco, ses deux mélanges les plus tendres de la gamme. Si les pilotes s'élancent en piste dès son ouverture pour boucler un premier tour d'installation, il faut toutefois attendre un quart d'heure pour que Kevin Magnussen ne fixe le temps de référence, en  1 min 23 s 249 ; il améliore immédiatement en 1 min 21 s 061,,.
Romain Grosjean prend un temps la tête en 1 min 20 s 919 mais Magnussen reprend son bien en 1 min 19 s 820. Felipe Massa tourne ensuite en 1 min 19 s 575 puis, à une heure du drapeau à damier, Lewis Hamilton passe en tête en deux temps (1 min 18 s 997 puis 1 min 18 s 088). L'activité en piste s'interrompt alors pendant près d'un quart d'heure, de gros nuages gris se formant au-dessus du circuit,,.
Les premières monoplaces remontent en piste et Jules Bianchi sort trop largement de la chicane du virage no 4 ; il frotte le mur, endommage sa suspension et rejoint son stand au ralenti. Nico Rosberg boucle un tour en 1 min 17 s 922 et améliore en 1 min 17 s 705. Son coéquipier Lewis Hamilton réplique en 1 min 17 s 254. À vingt minutes du terme, Fernando Alonso est le troisième pilote à pointer en tête, toujours avec les pneus les plus durs, en tournant en 1 min 17 s 238, démontrant les progrès de la Ferrari F14 T en réalisant la meilleure performance de la session devant les deux Flèches d'Argent,,.
Comme souvent depuis le début de la saison, les pilotes Williams passent le moins de temps possible en piste, économisant ainsi leur quota de pneumatiques. Felipe Massa et Valtteri Bottas pointent ainsi, faute d'assiduité, dans le dernier quart du classement pendant l'essentiel de la séance. Bottas termine toutefois cinquième à deux dixièmes de Vettel tandis que Massa connaît un problème d'ERS,,.
- Alexander Rossi, pilote essayeur chez Caterham, remplace Kamui Kobayashi lors de cette séance d'essais.

### Deuxième séance, le vendredi de 14 h à 15 h 30
| Pos. | Pilote           | Voiture           | Chrono         | Écart     |
| ---- | ---------------- | ----------------- | -------------- | --------- |
| 1    | Lewis Hamilton   | Mercedes          | 1 min 16 s 118 |           |
| 2    | Nico Rosberg     | Mercedes          | 1 min 16 s 293 | + 0 s 175 |
| 3    | Sebastian Vettel | Red Bull-Renault  | 1 min 16 s 573 | + 0 s 455 |
| 4    | Kimi Räikkönen   | Ferrari           | 1 min 16 s 648 | + 0 s 530 |
| 5    | Fernando Alonso  | Ferrari           | 1 min 16 s 701 | + 0 s 583 |
| 6    | Felipe Massa     | Williams-Mercedes | 1 min 16 s 774 | + 0 s 656 |

Le temps est au beau fixe au départ de la deuxième séance d'essais libres mais les risques de précipitations sont estimés à 30 % ; en conséquence, les pilotes ne tardent pas à s'élancer, avec le mélange le plus dur proposé par Pirelli. Les mécaniciens de Marussia F1 Team ont travaillé d'arrache-pied sur la monoplace de Jules Bianchi, dont la boîte de vitesses a été changée, pour lui permettre de participer à la session après sa touchette lors de la séance matinale. Le Français ne peut néanmoins boucler que trois tours avant d'être victime d'un problème sur l'unité de puissance Ferrari. Comme lors de la séance précédente, Kevin Magnussen réalise le premier tour chronométré, en 1 min 25 s 338,,,.
Marcus Ericsson améliore dès sa première tentative (1 min 25 s 072) mais les temps au tour chutent au fur et à mesure que les pilotes prennent la piste : Adrian Sutil tourne en 1 min 24 s 218, Daniil Kvyat en 1 min 20 s 312, Nico Hülkenberg en  1 min 19 s 609, Jean-Éric Vergne en 1 min 19 s 007. Marcus Ericsson est victime d'une panne qui met un terme à sa séance. Pastor Maldonado s'immobilise au bout de la voie des stands dix minutes seulement après le début de séance ; une panne d'aileron arrière mobile qui ne se referme pas correctement compromet le déroulement de ses essais. Esteban Gutiérrez, qui se plaint par radio de pertes de puissance par intermittence, part deux fois à la faute en quelques minutes,,,.
Jenson Button passe en tête en 1 min 18 s 546 mais son temps est battu par les pilotes Williams : Valtteri Bottas tourne en 1 min 18 s 249, Felipe Massa en 1 min 18 s 032 et Bottas en 1 min 17 s 879. Magnussen reprend l'avantage pour McLaren Racing, en 1 min 17 s 597 mais doit s'incliner lorsque les pilotes Mercedes haussent leur niveau : Nico Rosberg tourne en 1 min 16 s 892 et améliore en 1 min 16 s 777 tandis que Lewis Hamilton réalise un tour en 1 min 16 s 692 ; Fernando Alonso est troisième derrière les deux Flèches d'Argent,,.
Alors qu'il reste plus d'une heure avant le drapeau à damier, Adrian Sutil chausse le premier les pneus les plus tendres, rapidement imité par tout le plateau. Les temps au tour chutent immédiatement. Les Williams se hissent un temps en tête, relayées par les Ferrari qui laissent ensuite la place aux Mercedes : Nico Rosberg tourne en 1 min 16 s 687 et Lewis Hamilton, quelques instants plus tard, réalise la meilleure performance de la séance en 1 min 16 s 118,,.
Dans la dernière chicane du circuit, Sutil doit tirer tout droit pour éviter de percuter Kevin Magnussen. Kimi Räikkönen, qui remonte au troisième rang dans le dernier tiers de la séance part en tête-à-queue à l'accélération dans l'épingle, sans dommage, et termine quatrième de la séance, derrière Sebastian Vettel,,.

### Troisième séance, le samedi de 10 h à 11 h
| Pos. | Pilote           | Voiture           | Chrono         | Écart     |
| ---- | ---------------- | ----------------- | -------------- | --------- |
| 1    | Lewis Hamilton   | Mercedes          | 1 min 15 s 610 |           |
| 2    | Felipe Massa     | Williams-Mercedes | 1 min 16 s 086 | + 0 s 476 |
| 3    | Nico Rosberg     | Mercedes          | 1 min 16 s 120 | + 0 s 510 |
| 4    | Fernando Alonso  | Ferrari           | 1 min 16 s 488 | + 0 s 878 |
| 5    | Daniel Ricciardo | Red Bull-Renault  | 1 min 16 s 504 | + 0 s 894 |
| 6    | Kimi Räikkönen   | Ferrari           | 1 min 16 s 528 | + 0 s 918 |

Le ciel est bleu et la température est de 20 °C au départ de la dernière séance d'essais libres du Grand Prix du Canada. Les pilotes s'élancent en piste dès son ouverture, chaussés des gommes les plus dures, pour boucler un tour d'installation. À nouveau, Kevin Magnussen fixe le temps de référence, en 1 min 20 s 953 ; il améliore dans la foulée en 1 min 18 s 325,,.
Après un peu plus d'un quart d'heure, Esteban Gutiérrez, déjà en proie à des difficultés de freinage lors de sa première sortie en piste, perd le contrôle de l'arrière de sa Sauber C33 et s'écrase contre le muret du virage no 4 ; particulièrement endommagée, la monoplace doit être évacuée par les commissaires de piste, ce qui implique le déploiement du drapeau rouge et l'interruption de la séance,,.
La session est relancée quelques minutes plus tard et les pilotes remontent en piste les uns après les autres, toujours avec les gommes les plus dures. Sergio Pérez passe en tête en 1 min 18 s 179. Lewis Hamilton améliore en 1 min 17 s 492, Kimi Räikkönen tourne en 1 min 17 s 416 et son coéquipier Fernando Alonso en 1 min 17 s 259. Ainsi, comme lors de la première séance de vendredi, les Ferrari semblent particulièrement performantes avec les pneumatiques à bande jaune,,.
Lorsque les pilotes décident de chausser les pneus les plus tendres, les Mercedes repassent inéluctablement en tête du classement. Hamilton tourne en 1 min 16 s 760 et améliore sur sa lancée, en 1 min 16 s 186. Nico Rosberg  améliore en deux temps (1 min 16 s 128 puis 1 min 16 s 120). Finalement, Lewis Hamilton réalise la meilleure performance de la séance en 1 min 15 s 610,,.

## Séance de qualifications, le samedi de 13 h à 14 h

### Résultats des qualifications

#### Session Q1
La température est de 24 °C au début de la séance qualificative du Grand Prix du Canada. Esteban Gutiérrez ne peut pas prendre part à cette session car sa Sauber C33, accidentée lors de la troisième séance d'essais, n’est pas prête à être alignée ; il est toutefois autorisé à participer au Grand Prix en s'élançant depuis la voie des stands. Les pilotes s'élancent en piste dès son ouverture et Valtteri Bottas fixe le temps de référence en 1 min 18 s 270,,.
Son coéquipier chez Williams, Felipe Massa, améliore en 1 min 17 s 728 mais les Mercedes se mettent immédiatement en évidence : Nico Rosberg tourne en 1 min 16 s 690 et Lewis Hamilton en 1 min 16 s 438 avant d'améliorer en 1 min 15 s 750 sur sa lancée. Kevin Magnussen réalise alors le troisième temps, devant Bottas et Massa. Quelques instants plus tard, les Williams relèguent les McLaren Racing à plus d'une demi-seconde,,.
Kimi Räikkönen manque de peu de s'écraser sur le mur des champions-Bienvenue au Québec alors que Pastor Maldonado, déjà en pneus supertendres, tourne encore moins vite que les deux Marussia F1 Team ; il immobilise sa Lotus E22 dans une échappatoire en fin de séance. La situation est également difficile pour Sergio Pérez : lui aussi chaussé des pneus supertendres, il part en tête-à-queue au freinage dans le virage no 8 et, à trois minutes de la fin de la séance, n'occupe que la quinzième position ; il accède finalement in extremis en phase Q2,,.
À l'exception des pilotes Mercedes, tous les concurrents chaussent les supertendres en fin de session mais la séance se termine sur un drapeau rouge après l'accident de Marcus Ericsson dans l’enchaînement des virages no 8-9 où le Suédois détruit sa suspension arrière-gauche. Les pilotes éliminés sont Gutiérrez, Ericsson et son coéquipier Kamui Kobayashi, Jules Bianchi et son coéquipier Max Chilton et Maldonado,,.

#### Session Q2
Les pilotes se relancent en piste sans tarder, tous chaussés des pneus les plus tendres de Pirelli. Adrian Sutil fixe le temps de référence en 1 min 18 s 006 Son temps est rapidement amélioré par Nico Hülkenberg qui tourne en 1 min 16 s 623,,.
Les pilotes Williams se mettent en valeur, Valtteri Bottas tournant en 1 min 15 s 924 et Felipe Massa en 1 min 15 s 773. Les deux pilotes Ferrari se placent juste derrière tandis que les pilotes Mercedes prennent la piste, informés que le pic de performance du pneu supertendre est atteint sur le second tour lancé. Après sa première tentative, Sebastian Vettel est hors du Top 10, devancé par les McLaren et Jean-Éric Vergne ; Kimi Räikkönen n'est que dixième,,.
Les pilotes rentrent alors pour chausser de nouveaux pneus et ils se relancent tous, sauf Fernando Alonso, cinquième, dont l'objectif est d'économiser un train de pneus pour la course. Lewis Hamilton prend la tête du classement dans les derniers instants, en 1 min 15 s 054 ; il devance son coéquipier Nico Rosberg et les Williams de Massa et Bottas. Les six pilotes éliminés sont Sutil, Daniil Kvyat, Romain Grosjean, Sergio Pérez, Kevin Magnussen et Hülkenberg,,.

#### Session Q3
Valtteri Bottas est le premier des dix derniers qualifiés à se relancer en piste, les autres concurrents suivant à distance. Kimi Räikkönen, le dernier à prendre la piste, ne fera pour sa part qu'une seule tentative, en fin de séance. Valtteri Bottas tourne en 1 min 15 s 550 mais est battu par Nico Rosberg, en 1 min 14 s 946. Lewis Hamilton suit à moins d’un dixième de seconde. Derrière eux, Felipe Massa est quatrième devant Daniel Ricciardo et Sebastian Vettel. Tous les pilotes rentrent changer de pneus et se relancent quelques instants plus tard,,.
Nico Rosberg tente de protéger sa pole position provisoire ; il est toutefois plus lent dans le premier secteur mais améliore de 73 millièmes de seconde dans le second pour franchir la ligne en 1 min 14 s 874. Il obtient ainsi la septième pole position de sa carrière. Lewis Hamilton l'accompagnera à nouveau en première ligne avec 79 millièmes de retard. Vettel se classe troisième devant Bottas et Massa ; suivent Ricciardo, Fernando Alonso, Jean-Éric Vergne, Jenson Button et Räikkönen,,.

### Grille de départ
| Pos.                                                                                      | Pilote            | Écurie               | Qualifications 1 | Qualifications 2 | Qualifications 3 |
| ----------------------------------------------------------------------------------------- | ----------------- | -------------------- | ---------------- | ---------------- | ---------------- |
| 1                                                                                         | Nico Rosberg      | Mercedes             | 1 min 16 s 471   | 1 min 15 s 289   | 1 min 14 s 874   |
| 2                                                                                         | Lewis Hamilton    | Mercedes             | 1 min 15 s 750   | 1 min 15 s 054   | 1 min 14 s 953   |
| 3                                                                                         | Sebastian Vettel  | Red Bull-Renault     | 1 min 17 s 470   | 1 min 16 s 109   | 1 min 15 s 548   |
| 4                                                                                         | Valtteri Bottas   | Williams-Mercedes    | 1 min 16 s 772   | 1 min 15 s 806   | 1 min 15 s 550   |
| 5                                                                                         | Felipe Massa      | Williams-Mercedes    | 1 min 16 s 666   | 1 min 15 s 773   | 1 min 15 s 578   |
| 6                                                                                         | Daniel Ricciardo  | Red Bull-Renault     | 1 min 17 s 113   | 1 min 15 s 897   | 1 min 15 s 589   |
| 7                                                                                         | Fernando Alonso   | Ferrari              | 1 min 17 s 010   | 1 min 16 s 131   | 1 min 15 s 814   |
| 8                                                                                         | Jean-Éric Vergne  | Toro Rosso-Renault   | 1 min 17 s 178   | 1 min 16 s 255   | 1 min 16 s 162   |
| 9                                                                                         | Jenson Button     | McLaren-Mercedes     | 1 min 16 s 631   | 1 min 16 s 214   | 1 min 16 s 182   |
| 10                                                                                        | Kimi Räikkönen    | Ferrari              | 1 min 17 s 103   | 1 min 16 s 245   | 1 min 16 s 214   |
| 11                                                                                        | Nico Hülkenberg   | Force India-Mercedes | 1 min 16 s 897   | 1 min 16 s 300   |                  |
| 12                                                                                        | Kevin Magnussen   | McLaren-Mercedes     | 1 min 16 s 446   | 1 min 16 s 310   |                  |
| 13                                                                                        | Sergio Pérez      | Force India-Mercedes | 1 min 18 s 235   | 1 min 16 s 472   |                  |
| 14                                                                                        | Romain Grosjean   | Lotus-Renault        | 1 min 17 s 732   | 1 min 16 s 687   |                  |
| 15                                                                                        | Daniil Kvyat      | Toro Rosso-Renault   | 1 min 16 s 938   | 1 min 16 s 713   |                  |
| 16                                                                                        | Adrian Sutil      | Sauber-Ferrari       | 1 min 17 s 519   | 1 min 17 s 314   |                  |
| 17                                                                                        | Pastor Maldonado  | Lotus-Renault        | 1 min 18 s 328   |                  |                  |
| 18                                                                                        | Max Chilton       | Marussia-Ferrari     | 1 min 18 s 348   |                  |                  |
| 19                                                                                        | Jules Bianchi     | Marussia-Ferrari     | 1 min 18 s 359   |                  |                  |
| 20                                                                                        | Kamui Kobayashi   | Caterham-Renault     | 1 min 19 s 278   |                  |                  |
| 21                                                                                        | Marcus Ericsson   | Caterham-Renault     | 1 min 19 s 820   |                  |                  |
| Temps minimal à réaliser pour la qualification : 1 min 22 s 985 (107 % de 1 min 15 s 750) |                   |                      |                  |                  |                  |
| Np.                                                                                       | Esteban Gutiérrez | Sauber-Ferrari       |                  |                  |                  |

- Esteban Gutiérrez n'a pas participé à la séance de qualification, sa monoplace n'ayant pas pu être réparée à temps après son accident lors de la dernière session des essais libres. Initialement non qualifié, il est autorisé à prendre le départ depuis la voie des stands[23].
- Kamui Kobayashi, auteur du vingtième temps des qualifications est sanctionné d'un recul de cinq places sur la grille de départ pour changement de boîte de vitesses. Il s'élance vingt-et-unième à la suite du départ de Gutiérrez depuis les stands[24].

## Course

### Déroulement de l'épreuve
Le temps est au beau fixe avec 27 °C dans l'air et 50 °C en piste au départ du Grand Prix du Canada où vingt-et-un pilotes s'alignent sur la grille de départ, Esteban Gutiérrez, forfait lors des qualifications, s'élançant de la voie des stands. À l'extinction des feux, Lewis Hamilton prend un très bon départ et se porte à la hauteur de Nico Rosberg, auteur de la pole position, qui reprend l'avantage au freinage du premier virage en fermant la porte, forçant Hamilton à sortir de la trajectoire. Cette manœuvre permet à Sebastian Vettel de s'emparer de la seconde position. Dixième sur la grille, Kimi Räikkönen prend le meilleur sur Jenson Button tandis que Jean-Éric Vergne passe Fernando Alonso. À l'arrière du peloton, Max Chilton part en glissade dans la première chicane et touche son équipier à l'arrière : Jules Bianchi percute violemment le mur, accompagné par son coéquipier. Comme de nombreux débris jonchent la piste, la voiture de sécurité sort dès le premier tour. Derrière elle, Rosberg précède Vettel, Hamilton, Valtteri Bottas, Felipe Massa, Daniel Ricciardo, Vergne, Alonso, Räikkönen, Button, Sergio Pérez, Nico Hülkenberg, Kevin Magnussen, Adrian Sutil, Romain Grosjean, Daniil Kvyat, Pastor Maldonado, Kamui Kobayashi, Marcus Ericsson et Esteban Gutiérrez qui s'est déjà arrêté pour changer ses pneus. Ericsson, victime d'une défaillance de l'unité de puissance Renault abandonne avant même que la course ne soit relancée,,.
À l'entame du huitième tour, la voiture de sécurité s'efface ; Rosberg garde le commandement devant Vettel et Hamilton tandis que Ricciardo, sixième, harcèle les Williams qui le précèdent. Pérez dépasse Button pour le gain de la dixième place. Au neuvième passage, Rosberg est informé par son stand qu'il n'a plus d'inquiétude à avoir concernant la consommation d'essence jusqu'au drapeau à damier ; il devance Vettel d'une seconde et Hamilton de 2 secondes ; suivent Bottas, Massa, Ricciardo, Vergne, Alonso, Räikkönen et Pérez. Hamilton prend l'avantage sur Vettel dans le neuvième tour et se lance immédiatement à la poursuite de son coéquipier. Alors que les pilotes Mercedes tournent dans les mêmes temps en protégeant leurs gommes supertendres, Grosjean change ses pneus au onzième tour et Ricciardo anticipe son arrêt en stoppant au quatorzième tour pour tenter de devancer les Williams. Bottas et Button s'arrêtent au tour suivant, Vettel, Massa, Vergne, Magnussen, Sutil au seizième, Alonso s'arrête au tour suivant, Räikkönen, Rosberg et Hamilton changent de pneus lors de chaque boucle suivante. Si Bottas reprend la piste devant Ricciardo, Massa, après un changement de pneu prolongé à cause d'un souci à l'avant a perdu plusieurs positions et doit composer avec un bouchon constitué de voitures parties en pneus tendres ou devant encore s'arrêter,,.
Hamilton reprend une seconde à Rosberg dans le vingt-et-unième tour et revient dans la même seconde, ce qui lui permet d'actionner son aileron arrière mobile. Pastor Maldonado abandonne dans le vingt-deuxième tour et Kamui Kobayashi deux tours plus tard. Au vingt-cinquième tour, Rosberg manque son freinage dans le virage no 13 et coupe la chicane ; son avance passe d'une demi-seconde à 1 seconde pleine. Les commissaires étudient cet incident (utilisation excessive de la piste) et concluront qu'il n'y a pas lieu de le sanctionner. Derrière ce duo évolue Sergio Pérez, toujours chaussé de ses pneus supertendres, et Hülkenberg, sur l'autre Force India également chaussé de ses pneus tendres du départ. Vettel, qui ne parvient pas à trouver l'ouverture doit défendre âprement sa position, Bottas étant revenu sur ses talons. Hamilton, en dépit d'un message radio de son écurie lui demandant de ne pas attaquer Rosberg avant de savoir s'il va être pénalisé, revient à 3 dixièmes de seconde au trentième tour. Au trente-et-unième tour, Rosberg précède Hamilton, Pérez, Hülkenberg, Vettel et Bottas ; suivent Ricciardo, Massa, Alonso et Vergne,,.
Pérez change ses pneus au trente-quatrième tour (il ressort neuvième, derrière Alonso), Bottas (toujours cinquième) au suivant, Vettel au trente-sixième et Ricciardo au suivant. Bottas finit sa course en tendres tout comme Ricciardo qui a pris l'avantage sur Vettel qui a perdu trop de temps derrière Hülkenberg (qui ne passe aux stands chausser les pneus supertendres qu'au quarante-et-unième tour). Vergne et Räikkönen changent leurs pneus au quarantième tour et Räikkönen part en tête-à-queue dans l'épingle. Les deux Mercedes perdent soudain leur puissance en même temps à la suite d'une panne de leurs boitiers électroniques de gestion de la récupération d'énergie au freinage (ERS-K) dont découle un problème de surchauffe : les Flèches d'Argent sont les plus lentes du plateau dans le second secteur et leurs poursuivants leurs reprennent deux secondes au tour. Dans la dernière ligne droite, la vitesse maximale des Mercedes est de 260 km/h contre 280 km/h pour la concurrence. Désormais troisième, Massa chasse les Mercedes en difficulté qui perdent cinq secondes en trois tours. Rosberg et Hamilton observent leur second arrêt aux quarante-quatrième et quarante-cinquième tours et ressortent derrière Massa en tête. Quelques instants plus tard, Hamilton part à la faute, Rosberg le dépasse, Hamilton coupe la chicane, garde l'avantage, puis laisse repasser Rosberg avant de ralentir et d'abandonner, ses freins ne répondant plus,,. Massa reste deux tours en tête avant d'observer son dernier arrêt au stand à la fin de la 47e boucle.
La lutte pour la victoire est désormais ouverte puisque Rosberg, toujours en difficulté, n'a qu'une seconde d'avance sur Sergio Pérez qui précède Ricciardo et Vettel ; quatre secondes derrière suivent Hülkenberg, Bottas, Massa (dont les pneus sont plus frais de douze tours que ceux de son coéquipier) et Alonso. La tension augmente au fil des tours : le quatuor de tête se tient en 1 s 6 tandis que Massa, qui a dépassé Bottas et Hülkenberg évolue deux secondes derrière à dix tours de l'arrivée. Massa fait la jonction avec le groupe de tête deux tours plus tard alors que Pérez et Ricciardo sont eux aussi confrontés à des problèmes de surchauffe. Au tour 65, Ricciardo passe Pérez au premier freinage et file attaquer Rosberg ; il prend la tête du Grand Prix au terme du soixante-septième tour. Son coéquipier Vettel passe Pérez pour le gain de la troisième place dans l'avant-dernier tour. Felipe Massa attaque à son tour Pérez qui se décale pour attaquer Vettel : le choc est extrêmement violent, Massa et Pérez devant même passer par l'infirmerie du circuit à l'issue de la course. La voiture de sécurité monte en piste pour permettre aux commissaires de dégager les deux monoplaces pulvérisées et Daniel Ricciardo remporte sa première victoire en Formule 1. Nico Rosberg marque les points de la deuxième place et Vettel complète le podium ; suivent pour les points Button, Hülkenberg, Alonso, Bottas, Vergne, Magnussen et Räikkönen,,.

### Classement de la course
| Pos. | no | Pilote            | Écurie               | Tours | Temps/Abandon                      | Grille  | Points |
| ---- | -- | ----------------- | -------------------- | ----- | ---------------------------------- | ------- | ------ |
| 1    | 3  | Daniel Ricciardo  | Red Bull-Renault     | 70    | 1 h 39 min 12 s 830 (184,613 km/h) | 6       | 25     |
| 2    | 6  | Nico Rosberg      | Mercedes             | 70    | + 4 s 236                          | 1       | 18     |
| 3    | 1  | Sebastian Vettel  | Red Bull-Renault     | 70    | + 5 s 247                          | 3       | 15     |
| 4    | 22 | Jenson Button     | McLaren-Mercedes     | 70    | + 11 s 755                         | 9       | 12     |
| 5    | 27 | Nico Hülkenberg   | Force India-Mercedes | 70    | + 12 s 843                         | 11      | 10     |
| 6    | 14 | Fernando Alonso   | Ferrari              | 70    | + 14 s 869                         | 7       | 8      |
| 7    | 77 | Valtteri Bottas   | Williams-Mercedes    | 70    | + 23 s 578                         | 4       | 6      |
| 8    | 25 | Jean-Éric Vergne  | Toro Rosso-Renault   | 70    | + 28 s 026                         | 8       | 4      |
| 9    | 20 | Kevin Magnussen   | McLaren-Mercedes     | 70    | + 29 s 254                         | 12      | 2      |
| 10   | 7  | Kimi Räikkönen    | Ferrari              | 70    | + 53 s 678                         | 10      | 1      |
| 11   | 11 | Sergio Pérez      | Force India-Mercedes | 69    | + 1 tour (accrochage avec Massa)   | 13      |        |
| 12   | 19 | Felipe Massa      | Williams-Mercedes    | 69    | + 1 tour (accroché par Pérez)      | 5       |        |
| 13   | 99 | Adrian Sutil      | Sauber-Ferrari       | 69    | + 1 tour                           | 16      |        |
| 14   | 21 | Esteban Gutiérrez | Sauber-Ferrari       | 64    | + 6 tours (ERS)                    | pitlane |        |
| Abd. | 8  | Romain Grosjean   | Lotus-Renault        | 61    | Aileron arrière                    | 14      |        |
| Abd. | 26 | Daniil Kvyat      | Toro Rosso-Renault   | 49    | Arbre de transmission              | 15      |        |
| Abd. | 44 | Lewis Hamilton    | Mercedes             | 47    | Freins                             | 2       |        |
| Abd. | 10 | Kamui Kobayashi   | Caterham-Renault     | 24    | Suspension arrière                 | 21      |        |
| Abd. | 13 | Pastor Maldonado  | Lotus-Renault        | 22    | Moteur                             | 17      |        |
| Abd. | 9  | Marcus Ericsson   | Caterham-Renault     | 8     | Turbocompresseur                   | 20      |        |
| Abd. | 4  | Max Chilton       | Marussia-Ferrari     | 0     | Accrochage avec Bianchi            | 18      |        |
| Abd. | 17 | Jules Bianchi     | Marussia-Ferrari     | 0     | Accrochage avec Chilton            | 19      |        |

### Pole position et record du tour
Nico Rosberg part en pole position pour la septième fois de sa carrière, la première fois à Montréal.
- Pole position :  Nico Rosberg (Mercedes Grand Prix) en 1 min 14 s 874 (209,680 km/h)[29].
- Meilleur tour en course :  Felipe Massa (Williams-Mercedes) en 1 min 18 s 504  (199,985 km/h) au cinquante-huitième tour[30].

### Tours en tête
- Nico Rosberg : 62 tours (1-17 / 19-43 / 48-67)[31].
- Lewis Hamilton : 3 tours (18 / 44-45)
- Felipe Massa : 2 tours (46-47)
- Daniel Ricciardo : 3 tours (68-70)

## Classements généraux à l'issue de la course
| Pos. | Pilote           | Écurie               | Points |
| ---- | ---------------- | -------------------- | ------ |
| 1    | Nico Rosberg     | Mercedes             | 140    |
| 2    | Lewis Hamilton   | Mercedes             | 118    |
| 3    | Daniel Ricciardo | Red Bull-Renault     | 79     |
| 4    | Fernando Alonso  | Ferrari              | 69     |
| 5    | Sebastian Vettel | Red Bull-Renault     | 60     |
| 6    | Nico Hülkenberg  | Force India-Mercedes | 57     |
| 7    | Jenson Button    | McLaren-Mercedes     | 43     |
| 8    | Valtteri Bottas  | Williams-Mercedes    | 40     |
| 9    | Kevin Magnussen  | McLaren-Mercedes     | 23     |
| 10   | Sergio Pérez     | Force India-Mercedes | 20     |
| 11   | Felipe Massa     | Williams-Mercedes    | 18     |
| 12   | Kimi Räikkönen   | Ferrari              | 18     |
| 13   | Romain Grosjean  | Lotus-Renault        | 8      |
| 14   | Jean-Éric Vergne | Toro Rosso-Renault   | 8      |
| 15   | Daniil Kvyat     | Toro Rosso-Renault   | 4      |
| 16   | Jules Bianchi    | Marussia-Ferrari     | 2      |

| Pos. | Écurie               | Points |
| ---- | -------------------- | ------ |
| 1    | Mercedes             | 258    |
| 2    | Red Bull-Renault     | 139    |
| 3    | Ferrari              | 87     |
| 4    | Force India-Mercedes | 77     |
| 5    | McLaren-Mercedes     | 66     |
| 6    | Williams-Mercedes    | 58     |
| 7    | Toro Rosso-Renault   | 12     |
| 8    | Lotus-Renault        | 8      |
| 9    | Marussia-Ferrari     | 2      |

## Statistiques
Le Grand Prix du Canada 2014 représente :
- la 7e pole position de sa carrière pour Nico Rosberg[34] ;
- La 1re victoire en Formule 1 de Daniel Ricciardo après 57 départs ; Il est le 105e pilote et le 4e Australien (après Jack Brabham, Alan Jones et Mark Webber) à remporter un Grand Prix[35],[36] ;
- la 48e victoire pour Red Bull Racing en tant que constructeur[37] ;
- la 165e victoire pour Renault en tant que motoriste[38].

Au cours de ce Grand Prix :
- Kimi Räikkönen prend son 200e départ en Formule 1[39] ;
- Daniel Ricciardo mène un Grand Prix pour la première fois de sa carrière, durant 3 tours[40] ;
- Daniel Ricciardo passe la barre des 100 points inscrits en Formule 1 (109 points)[41] ;
- Nico Rosberg passe la barre des 700 points inscrits en Formule 1 (710,5 points)[42] ;
- Sebastian Vettel passe la barre des 1500 points inscrits en Formule 1 (1511 points)[43] ;
- Felipe Massa et Daniel Ricciardo sont les deux premiers pilotes de la saison n'appartenant pas à Mercedes à boucler des tours en tête d'une course[44] ;
- Derek Daly (64 engagements et 49 départs en Grands Prix entre 1978 et 1982) est nommé assistant des commissaires de course pour ce Grand Prix[45].